# Indische Cricket-Nationalmannschaft in England in der Saison 1990
Die Tour der indischen Cricket-Nationalmannschaft nach England in der Saison 1990 fand vom 18. Juli bis zum 28. August 1990 statt. Die internationale Cricket-Tour war Bestandteil der Internationalen Cricket-Saison 1990 und umfasste drei Tests und zwei ODIs. England gewann die Test-Serie 1–0, während Indien die ODI-Serie 2–0 gewann.

## Vorgeschichte
Das ist die erste Tour der Saison für Indien, während England vorher eine Heimtour gegen Neuseeland ausgetragen hatte. Das letzte Aufeinandertreffen der beiden Mannschaften bei einer Tour fand in der Saison 1986 in England statt.

## Stadien
Die folgenden Stadien wurden für die Tour als Austragungsort vorgesehen.
| Stadion                     | Stadt      | Kapazität | Spiele  |
| --------------------------- | ---------- | --------- | ------- |
| Headingley Stadium          | Leeds      | 17.000    | 1. ODI  |
| Lord’s Cricket Ground       | London     | 30.000    | 1. Test |
| The Oval                    | London     | 23.500    | 3. Test |
| Old Trafford Cricket Ground | Manchester | 19.000    | 2. Test |
| Trent Bridge                | Nottingham | 15.350    | 2. ODI  |

## Kaderlisten
Die folgenden Kader wurden von den Mannschaften benannt.
| Test | Test | ODI | ODI |
| England | Indien | England | Indien |
| --- | --- | --- | --- |
| - Mike Atherton - Angus Fraser - Graham Gooch - David Gower - Eddie Hemmings - Allan Lamb - Chris Lewis - Devon Malcolm - John Morris - Jack Russell - Mike Smith - Neil Williams | - Mohammad Azharuddin - Narendra Hirwani - Kapil Dev - Anil Kumble - Sanjay Manjrekar - Kiran More - Manoj Prabhakar - Sanjeev Sharma - Ravi Shastri - Navjot Sidhu - Sachin Tendulkar - Dilip Vengsarkar - Atul Wassan | - Mike Atherton - Phil DeFreitas - Angus Fraser - Graham Gooch - David Gower - Eddie Hemmings - Allan Lamb - Chris Lewis - Devon Malcolm - Jack Russell - Gladstone Small - Mike Smith | - Mohammad Azharuddin - Kapil Dev - Anil Kumble - Sanjay Manjrekar - Kiran More - Manoj Prabhakar - Woorkeri Raman - Sanjeev Sharma - Ravi Shastri - Navjot Sidhu - Sachin Tendulkar - Dilip Vengsarkar |

## Tour Matches

### First Class
| 30. Juni – 2. Juli Scorecard | Leeds | Indians 294-2d (69.5) & 136-2d (30) | – | Yorkshire 88-0d (24) & 225-4 (56) |
|                              |       | Remis                               |   |                                   |

| 4. – 6. Juli Scorecard | Southampton | Indians 278-7d (77.4) & 143-1d (39) | – | Hampshire 117-2d (34) & 308-3 (61) |
|                        |             | Hampshire gewinnt mit 7 Wickets     |   |                                    |

| 7. – 9. Juli Scorecard | Canterbury | Kent 350-3d (104) & 148-4d (47.3) | – | Indians 234-5d (76.3) & 267-3 (59) |
|                        |            | Indians gewinnt mit 7 Wickets     |   |                                    |

| 11. – 13. Juli Scorecard | Trowbridge | Minor Counties 293-9d (98) & 243-2d (74) | – | Indians 512-6d (122) |
|                          |            | Remis                                    |   |                      |

| 16. Juli Scorecard | Chesterfield | Derbyshire 235-6 (55)         | – | Indians 239-8 (54.4) |
|                    |              | Indians gewinnt mit 2 Wickets |   |                      |

| 21. – 23. Juli Scorecard | Leicester | Leicestershire 310-7d (96) & 298-7d (82) | – | Indians 361-7d (94) & 54-2 (19) |
|                          |           | Remis                                    |   |                                 |

| 1. – 3. August Scorecard | London (The Oval) | Surrey 384-7d (90.2) & 255-6d (62.3) | – | Indians 289-9d (84.1) & 167-2 (57) |
|                          |                   | Remis                                |   |                                    |

| 4. – 6. August Scorecard | Bristol | Indians 239 (68.3) & 391-3d (90) | – | Gloucestershire 306-9d (116) & 66-4 (32) |
|                          |         | Remis                            |   |                                          |

| 15. – 17. August Scorecard | Birmingham | Indians 293-6d (102) & 238-3d (64) | – | Test and County Cricket Board U25s XI 232-4d (80.3) & 110-3 (42) |
|                            |            | Remis                              |   |                                                                  |

| 18. – 20. August Scorecard | Swansea | Indians 330-9d (87.3) & 98-0d (19) | – | Glamorgan 39-2d (13) & 273-7 (75) |
|                            |         | Remis                              |   |                                   |

| 29. – 31. August Scorecard | Scarborough | Michael Parkinson’s World XI 379-5d (76.4) & 300-2d (59) | – | Indians 292 (67.4) & 253-6 (65) |
|                            |             | Remis                                                    |   |                                 |

## Tests

### Erster Test in London
| 26. – 31. Juli Scorecard | London (Lord’s) | England 653-4d (162) & 272-4d (54.2) | – | Indien 454 (114.1) & 224 (62) |
|                          |                 | England gewinnt mit 247 Runs         |   |                               |

### Zweiter Test in Manchester
| 9. – 14. August Scorecard | Manchester | England 519 (160.5) & 320-4d (81) | – | Indien 432 (119.2) & 343-6 (90) |
|                           |            | Remis                             |   |                                 |

### Dritter Test in London
| 23. – 28. August Scorecard | London (The Oval) | Indien 606-9d (173) | – | England 340 (123.4) & 477-4d (154) (f/o) |
|                            |                   | Remis               |   |                                          |

## One-Day Internationals

### Erstes ODI in Leeds
| 18. Juli Scorecard | Leeds | England 229 (54.3)           | – | Indien 233-4 (53) |
|                    |       | Indien gewinnt mit 6 Wickets |   |                   |

### Zweites ODI in Nottingham
| 20. Juli Scorecard | Nottingham | Indien 282-5 (53)            | – | England 281 (55) |
|                    |            | Indien gewinnt mit 5 Wickets |   |                  |